# Андреа Кнепперс
Андреа Кнепперс (нід. Andrea Kneppers; нар. 24 лютого 1993) — голландська плавчиня, яка займається вільним стилем.
На чемпіонаті Європи з водних видів спорту у Лондоні 2016 року Кнепперс виграла бронзову медаль у естафеті 4 × 200 м вільним стилем разом із товаришами по команді Есмі Вермелен, Робіном Нойманном та Фемке Хемскерк. 
Вона пройшла кваліфікацію на літні Олімпійські ігри 2016 року в Ріо-де-Жанейро.  У естафеті 4 × 200 метрів вільним стилем її команда фінішувала 14-й у забігах.